# Jâlons
Jâlons település Franciaországban, Marne megyében. Lakosainak száma 550 fő (2022. január 1.). Jâlons Condé-sur-Marne, Aigny, Athis, Aulnay-sur-Marne, Champigneul-Champagne, Cherville és Tours-sur-Marne községekkel határos.

## Népesség
A település népességének változása:
| Lakosok száma | 530  | 506  | 449  | 588  | 572  | 577  | 561  | 552  | 547  | 550  |
|               | 1968 | 1982 | 1990 | 2006 | 2013 | 2015 | 2017 | 2019 | 2020 | 2022 |